# Сулима, Александр Ричардович
Алекса́ндр Ри́чардович Сули́ма (бел. Аляксандр Рычардавіч Суліма; 1 августа 1979, Гродно, Белорусская ССР, СССР) — белорусский футболист, вратарь и тренер.

## Карьера

### Клубная
Александр Сулима является воспитанником гродненского футбола. Начал заниматься в СДЮШОР № 6, откуда потом вошёл в структуру «Немана».
В 17 лет провёл полноценный сезон за вторую команду — «Неман-2». В 18 лет в 1997 году дебютировал за основную команду. В сезонах 1998—1999 также выступал за вторую команду, но в середине 1999 года вернулся в основу и стал ключевым игроком в клубе. В последнем сезоне 2002 года занял второе место в чемпионате Беларуси.
В конце 2002 года перешёл в тольяттинскую «Ладу», с которой добрался до полуфинала Кубка России, где уже на 2-й минуте получил травму и был заменен.
В конце 2003 года вернулся в родной «Неман».
В начале 2005 года подписал контракт с МТЗ-РИПО. Вместе с минским клубом выиграл два Кубка Беларуси и два раза занимал третье место в чемпионате Беларуси. В октябре 2008 года в матче МТЗ-РИПО — Нафтан толкнул арбитра руками и получил годичную дисквалификацию.
Зимой 2009 подписал контракт с минским «Динамо». В 2009 году вошёл в «клуб сухих вратарей Беларуси», сыграв свой сотый матч на высшем уровне. В 2009—2010 годах преимущественно находился в запасе, так как основным был Андрей Горбунов. В 2011 году у Горбунова закончился контракт, и он покинул клуб. Но Сулима все равно не играл в основе. С приходом главным тренером Сергея Овчинникова, в клуб пришёл Дмитрий Гущенко, который играл в основе. В сезоне 2012 Сулима уже играл в основе клуба, сыграв 28 матчей и пропустив 16 мячей. В том же 2012 году взял бронзу чемпионата Беларуси. В матче 3-го тура Чемпионата Беларуси 2012 против «Минска» сыграл свой 100-й «сухой» матч. В 2013 году опять сел на скамейку. Его вытеснил Александр Гутор, который пришёл в клуб зимой 2012 года. В октябре 2013 расторг контракт с клубом из-за недостатка игровой практики.
17 января 2014 вернулся в «Неман». Сначала был основным вратарём, однако 25 мая в матче с «Белшиной» пропустил три гола после собственных грубых ошибок и во втором тайме был заменён на Марюса Рапалиса. В дальнейшем Рапалис стал основным вратарём. В августе 2014 года Сулима вернулся в ворота, однако после очередного неудачного матча (31 августа против БАТЭ, 1:2) перестал попадать в состав и больше на поле в сезоне 2014 не появлялся. В декабре по окончании контракта покинул «Неман».

### Тренерская
В апреле 2015 года пополнил тренерский штаб молодёжной сборной Беларуси в качестве тренера вратарей. В июне 2019 года, с назначением Михаила Мархеля, который ранее возглавлял «молодёжку», главным тренером национальной сборной, Сулима вошёл в его штаб. В 2021 году оставался тренером вратарей сборной после назначения главным тренером Георгия Кондратьева. Покинул сборную в ноябре 2021 года.
В январе 2022 года стал тренером вратарей в гродненском «Немане». В августе 2023 года специалист получил тренерскую лицензию категории PRO.

## Личная жизнь
Католик по вероисповеданию. Женился в 2000 году в Гродно. Жена Анна — преподаватель Белорусского государственного университета культуры и искусств. Сын Глеб.

## Достижения
- Серебряный призёр чемпионата Беларуси (1): 2002
- Бронзовый призёр чемпионата Беларуси (3): 2005, 2008, 2012
- Обладатель Кубка Беларуси (2): 2004/05, 2007/08
- Финалист Кубка Беларуси (1): 2012/13